# Code Morin
Pour les articles homonymes, voir Morin.
Le Code Morin est une expression désignant le livre Procédures des assemblées délibérantes, publié pour la première fois en 1938 par le notaire québécois Victor Morin. 

## L'ouvrage
Le Code Morin est un recueil de procédures qui permet de tenir des assemblées générales démocratiques et ordonnées. Le Code Morin est principalement utilisé au Québec et en Acadie. Une variante abrégée du Code Morin, le Code CSN — produit par la Confédération des syndicats nationaux —, est également fort répandue.
Le Robert's Rules of Order, un ouvrage publié en 1876 est très utilisé au Canada et aux États-Unis. Morin lui-même s'est inspiré de Robert's dans la rédaction de son ouvrage.

## Les procédures
Le Code Morin expose en détail la procédure à suivre afin de tenir une assemblée délibérante ordonnée ; qu'il s'agisse, entre autres, de la convocation de la réunion, du calcul du quorum, de la nomination de la présidence d'assemblée ou de la tenue d'un procès-verbal.
Le code préconise un système de propositions et d'amendements. Les propositions, amendements et sous-amendements doivent d'abord être appuyés avant que l'assemblée puisse en débattre, puis en disposer par un vote.
Il inclut également toutes sortes de procédures, dont : 
- la question préalable, qui permet de demander le vote immédiat d'une proposition, sans autre débat ;
- le point d'ordre, qui peut être invoqué lorsqu'un participant estime que la présidence d'assemblée n'a pas correctement interprété les procédures ;
- la question de privilège qui est utilisée lorsqu'un participant croit que ses droits, son honneur ou sa réputation ont été atteints.